# Serra de Màniga
La Serra de Màniga és una serra situada entre els municipis d'Alins i de Farrera a la comarca del Pallars Sobirà, amb una elevació màxima de 2.517 metres.